# Renault Traktor PO
Renault Traktor PO war ein Traktormodell des Herstellers Renault Agriculture, der ehemaligen Traktorensparte des französischen Automobilherstellers Renault. Das Modell wurde von 1927 bis 1938 gebaut und hatte ein Motorleistung von 29 kW (40 PS). Es wurde für schwere Arbeit, auch Waldarbeit entwickelt und hatte ein Gewicht von 4400 Kilogramm. 255 Exemplare wurden gebaut.